# Ramakrishna
Ramakrishna (Kamarpukur, Bengala Occidental 18 de febrer de 1836 - Calcuta, Índia 16 d'agost de 1886), nascut amb el nom de Gadadhar Chatterji o  Gadadhar Chattopadhyay va ser un místic i iogui indi del segle xix. Va néixer en una família de bramans vixnuis en una zona rural de Bengala i va esdevenir sacerdot al temple de Kali a Dakshineswar, d'influència bhakti. Durant anys va practicar exercicis espirituals de diverses confessions, i va afirmar haver tingut revelacions practicant el cristianisme, l'islam, entre d'altres disciplines religioses. Era marit de Sarada Devi que fou la seva companya espiritual.
Devot de Kali i mestre Advaita Vedanta, professaven que "totes les religions estan buscant el mateix objectiu" i que l'espiritualitat s'ha de col·locar per sobre de tots els rituals. Va posar èmfasi en la universalitat del camí del bhakti (devoció). És considerat "un dels més grans mestres de l'Índia de tots els temps".
Va ser reconegut entre els seus seguidors com un asceta practicant del tantra i és considerat per molts dels seus seguidors un avatar o encarnació divina. Entre els seus deixebles destaquen Brahmananda o Vivekananda. Gràcies a l'admiració per a ell de les elits bengalís es va financiar la creació de la Missió Ramakrishna de la mà del Swami Vivekananda amb l'ajut de Sarada Devi.

## Biografia

### Naixement i infància

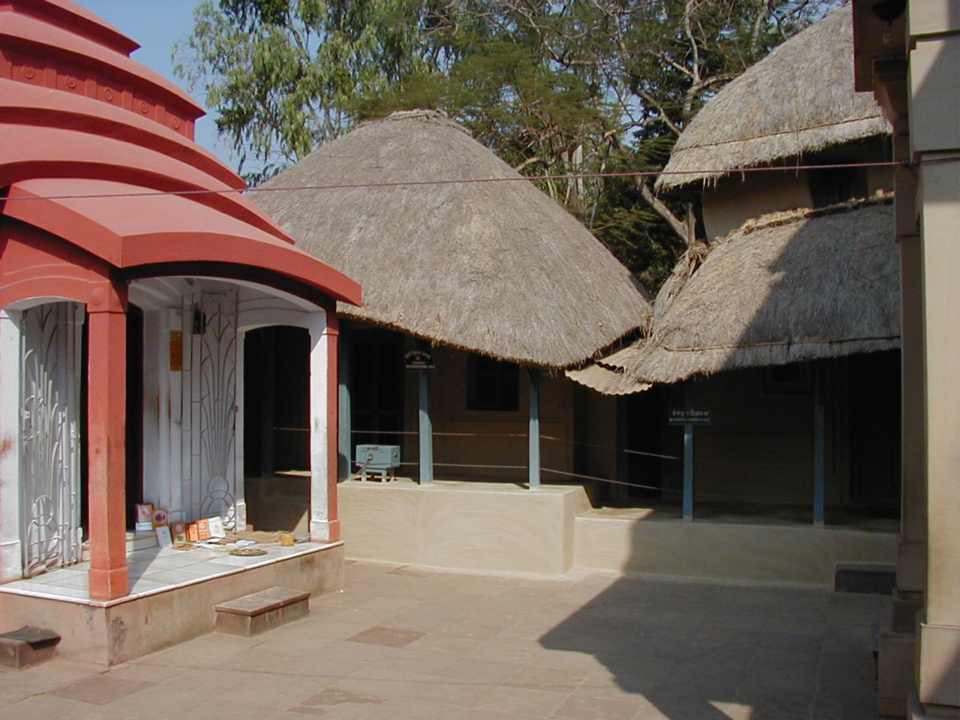
Al centre, la casa on viure a Kamarpukur. A l'esquerra el santuari familiar. I a la dreta el temple de naixement

Ramakrishna va néixer el 17 de febrer de 1836 al poble de Kamarpukur, al districte de Hooghly de Bengala Occidental, en una família brahmin molt pobra, piadosa i ortodoxa. Kamarpukur no tenia el glamur de la ciutat. Tenia camps d'arròs, palmeres, banià, alguns llacs i dos terrenys d'incineració. Els seus pares eren en Khudiram Chattopadhyay i la Chandramani Devi. Segons els seus seguidors, els seus pares van experimentar episodis sobrenaturals i visions abans del seu naixement. El seu pare en un viatge a Gaya va tenir un somni en el qual Lord Gadadhara (una forma de Vixnu), on li anuncià que es reencarnaria en el seu fill. La seva mare va tenir una visió per la qual llum del temple de Xiva entrava dins el seu ventre. Mentre que les biografies oficials escriuen que el nom Ramakrishna va ser escollit pel patró de Mathura Biswas en el Temple Dakshineswar Kali, també s'ha suggerit que aquest nom li donessin els seus propis pares. Tot i que en Ramakrishna va assistir a l'escola del poble amb regularitat fins als 12 anys, va rebutjar l'escolarització tradicional perquè deia que no estava interessat amb una "educació per a guanyar-se el pa". Sabia llegir i escriure en bengalí.
Kamarpukur, és un lloc de pas important del pelegrinatge a Puri, fet que el va posar en contacte amb nombrosos sants i renunciants. Va conèixer amb profunditat els Puranas, el Ramayana, el Mahabharata i la Bhagavata Purana, escoltant-los dels monjos errants i els Kathaks, homes de l'Índia antiga que predicaven i cantaven els Purāṇas.
Ramakrishna descriu el seu primer èxtasi espiritual a sis anys. Quan un dia caminava pels arrossars, un estol de grues blanques que volaven sobre un fons de núvols foscos de pluja va captivar la seva visió. Diuen que va quedar tan absort per aquesta escena que va perdre la consciència externa i va experimentar una indescriptible alegria. Va tenir experiències semblants durant la seva infància, per exemple quan adorava a la deessa Vishalakshi, o quan va representar el déu Xiva en una actuació durant el festival Shivaratri. A partir dels deu i onze anys els èxtasis es van fer comuns. I durant els últims anys de la seva vida es produïen gairebé diàriament els estats de Samādhi. Al principi, aquestes experiències eren interpretades com a convulsions epilèptiques, una interpretació que va rebutjar el mateix Ramakrishna.
En Khudiram Chattopadhyay, el pare d'en Ramakrishna, va morir el 1843, i les responsabilitats familiars van recaure sobre el seu germà gran Ramkumar. Aquesta pèrdua el va apropar més a la seva mare, dedicant el seu temps a les activitats domèstiques, al culte quotidià de les deïtats de la llar, i involucrant-se més en activitats contemplatives i a la lectura de les epopeies sagrades. Quan Ramakrishna era adolescents la situació financera de la família va empitjorar. Ramkumar va començar a treballar de professor de sànscrit en una escola de Calcuta i a servir com a sacerdot. El 1852 Ramakrishna es va traslladar a Calcuta per tal d'ajudar-lo amb les tasques sacerdotals.

### Al temple de Kali a Dakshineswar Kali

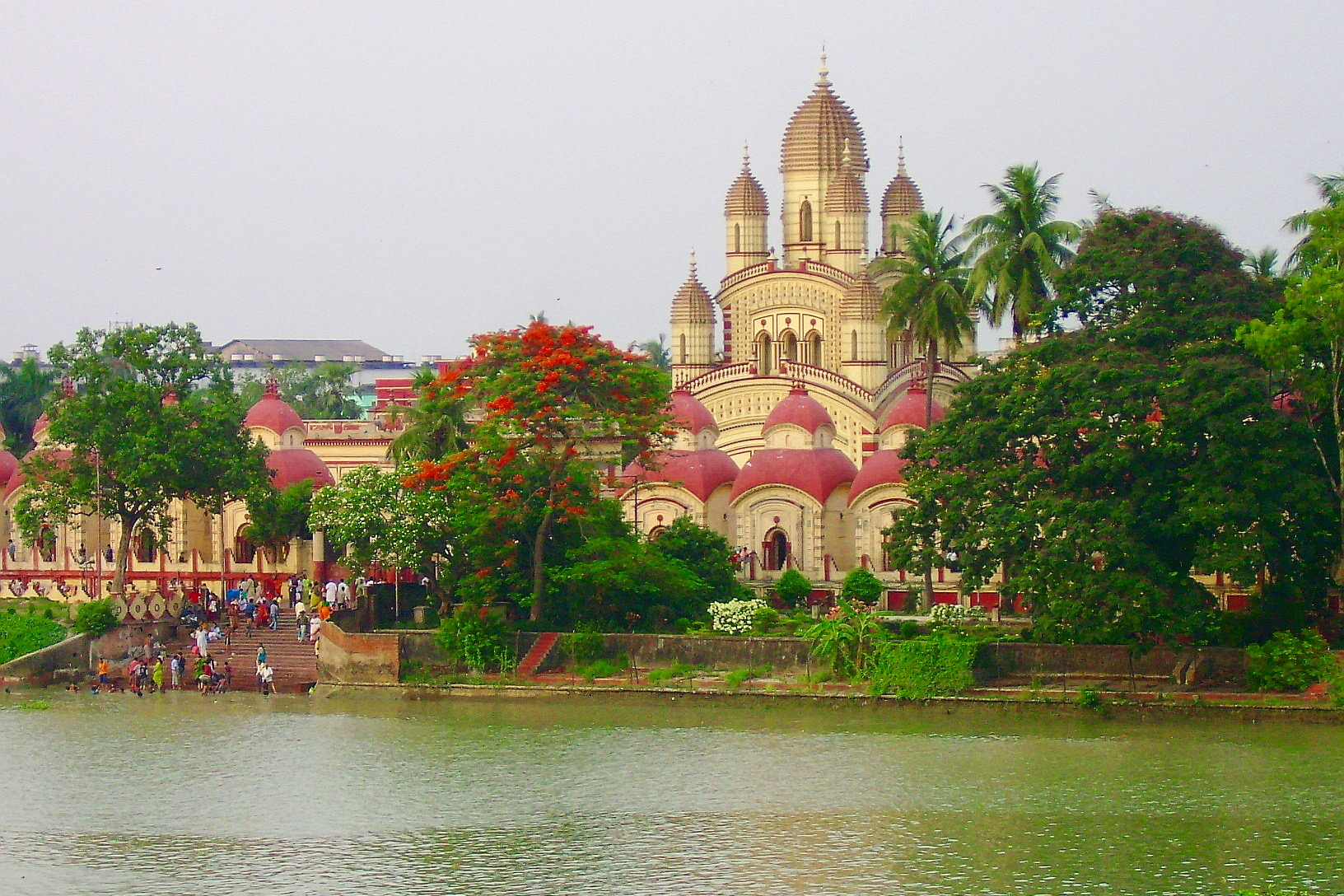
Temple de Kali a Dakshineswar on Ramakrishna va passar una part important de l'edat adulta.

El 1855 Ramkumar va ser nomenat sacerdot del Temple de Kali a Dakshineswar. Temple finançat per Rani Rashmoni, una senyora rica de Calcuta que pertanyia a la comunitat kaivarta. Ramakrishna, juntament amb en Hriday el seu nebot, van ser els assistents d'en Ramkumar. Era l'encarregat de decorar la deïtat. Quan Ramkumar va morir el 1856, Ramakrishna va ocupar el seu lloc com a sacerdot del temple de Kali.
Des de llavors, en Ramakrishna tingué una actitud més contemplativa. Va començar a tractar la imatge de la deessa Kali com la seva mare i la mare de l'univers. Segons sembla, Ramakrishna va tenir una visió de la deessa Kali com la Mare universal, que ell va definir com "... cases, portes, temples i tota la resta va desapareixent, com si no existís res enlloc! I el que vaig veure era un infinit mar de Llum desbordant, un mar que era consciència. Tanmateix, en qualsevol direcció que mirava, veia ones brillants, una rere l'altra, venint cap a mi".

### Matrimoni

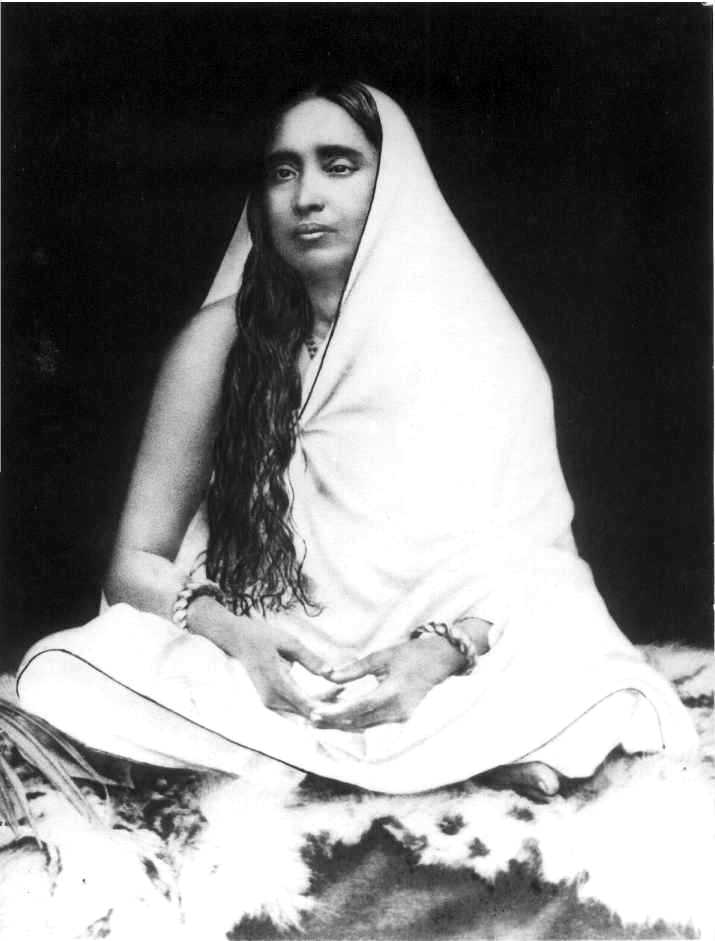
Sarada Devi (1853–1920), muller i companya espiritual d'en Ramakrishna

Van arribar rumors a Kamarpukur que Ramakrishna s'havia tornat inestable a conseqüència de les seves pràctiques espirituals a Dakshineswar. La mare d'en Ramakrishna i el seu germà gran Rameswar van decidir casar-lo pensant que el matrimoni seria una bona influència, obligant-lo a acceptar la responsabilitat i mantenint la seva atenció en assumptes normals i no tant cap a les seves pràctiques i visions espirituals. Quan se li va comentar, els explicà que podien trobar la seva futura núvia a la casa de Ramchandra Mukherjee a Jayrambati, a tres milles al nord-oest de Kamarpukur. Hi trobaren la Saradamani Mukhopadhyaya (més tard coneguda com a Sarada Devi). El maig de 1859, es va pactar el matrimoni quan ella tenia 5 anys i en Ramakrishna 23. La diferència d'edat dels nuvis era típica a la Bengala rural del segle xix. Després del prometatge Sarada va quedar a cura dels seus pares i Ramakrishna va retornar a Dakshineswar. Sarada va conèixer en Ramakrishna quan tenia catorze anys i va estar tres mesos amb ell al poble on va néixer, Kamarpukur. Alla, en Ramakrishna la instruí en meditació i amb la vida espiritual.
Quan Sarada va tenir 18 anys es va formalitzar el matrimoni i va anar a viure a Dakhineswar amb en Ramakrishna. Llavors ja havia iniciat una vida monàstica d'un sannyasi. En conseqüència, el matrimoni mai no va ser consumat. Com a sacerdot Ramakrishna va realitzar la cerimònia ritual Shodashi Puja on col·locà Sarada Devi al seient de la deessa Kali, i la va adorar com a Mare Divina. Ramakrishna considerava a Sarada com la Mare Divina personificada, dirigint-se a ella com la Santa Mare. Nom pel qual era coneguda pels deixebles d'en Ramakrishna. Sarada Devi va viure 34 anys més que en Ramakrishna, jugant un paper important en el moviment religiós incipient.

### Pràctiques religioses i professors
Després del seu matrimoni, Ramakrishna va tornar a Calcuta i va reprendre les seves tasques al temple on va continuar la seva sadhana. Segons els seus biògrafs oficials, va continuar-la de la mà de mestres de diferents tradicions, entre elles el Tantra, el Vedanta i el Vixnuisme.

#### Rama bhakti
En el període entre la visió de Kali i el seu matrimoni, Ramakrishna va practicar dāsya bhāva. Adorant al deu Rama amb l'actitud d'Hanuman, el déu mico, que és considerat el devot i servent ideal de Rama. Segons Ramakrishna, cap al final d'aquesta sadhana, va tenir una visió de la deessa Sita, la consort de Rama, que es fusionava en el seu cos.

#### Bhairavi Brahmani i el Tantra
El 1861 va acceptar com a professora a la Bhairavi Brahmani, una asceta de mitjana edat vestida de color taronja. Portava sempre el Raghuvir Shila, una icona de pedra que representava el déu Ram i a totes les deïtats Vaishnava. Coneixia a fons els textos de Gaudiya Vaishnavism i practicava el Tantra.
Bhairavi va iniciar en Ramakrishna en el Tantra. Un camí espiritual centrat amb l'adoració de la xakti. L'objecte de la formació tàntrica és transcendir les barreres entre lo sagrat i lo profà com a mitjà per aconseguir l'alliberament i veure tots els aspectes del món natural com a manifestacions de la shakti divina. Sota la guia de Bhairavi, Ramakrishna va passar per seixanta-quatre sadhanes tàntriques importants que les va completar el 1863. Va començar amb rituals de cantant de mantres com ara el japa i el purascarana entre d'altres amb la intenció de purificar la ment i establir-ne l'autocontrol. Posteriorment, va realitzar sadanes tàntriques de la via esquerra anomenades vamachara. Són un conjunt de pràctiques heterodoxes, que s'utilitzen com a mitjà d'alliberament, com ara menjar cereals secs, peixos i carns, beure vi, i mantenir relacions sexuals. Segons Ramakrishna i els seus biògrafs, no va participar directament en les dues últimes activitats (fins i tot alguns diuen que no va menjar carn). En tenia prou amb un suggeriment d'aquestes accions per produir-li el  resultat desitjat. Ramakrishna va reconèixer el camí tàntric de l'esquerra com un dels "camins vàlids per a la realització en Déu", tot i que tenia "trets indesitjables" com va advertir constantment als seus devots i deixebles dient-los que no s'associessin amb ell.
Bhairavi també va ensenyar a en Ramakrishna el Kumari-puja, una forma de ritual on la Deessa Verge és adorada simbòlicament en forma de noia jove. Sota la tutela del Bhairavi, Ramakrishna també aprengué el Kundalini Ioga.
La Bhairavi, amb les tècniques del ioga i del tantra, va tenir un paper important en el desenvolupament espiritual inicial de Ramakrishna. Segons ella, en Ramakrishna experimentava fenòmens que acompanyaven el mahabhava, l'actitud suprema d'estimar i de devoció cap a la divinitat. I citant els bhakti shastras, va dir que altres figures religioses com en Radha i en Chaitanya van tenir experiències similars a les viscudes per ell.

#### Vaishnava Bhakti
L'any 1864 en Ramakrishna va practicar vātsalya bhāva guiat pel guru Vaishnava Jatadhari. Durant aquest període, adorà una imatge metàl·lica de Ramlālā (imatge del déu Rama quan era nen) amb actitud maternal. Segons Ramakrishna, va poder sentir la presència del fill Rama com un Déu vivent en la imatge metàl·lica.
Ramakrishna més tard es va dedicar a la pràctica de madhura bhāva, practicant l'actitud de les Gopis i de Radha cap a Krixna. Durant la pràctica d'aquest bhava, Ramakrishna es vestí amb roba de dona durant diversos dies i es va considerar com una de les Gopis de Vrindavan. Segons Sri Ramakrishna, es practica madhura bhava per tal d'eliminar la idea del sexe, que es un impediment per la vida espiritual. Segons Ramakrishna, cap al final d'aquesta sadhana, va aconseguir la savikalpa samadhi i la unió amb Krishna.
Ramakrishna viatjà al districte de Nadia, a la casa de Lord Sri Chaitanya Mahaprabhu i Sri Nityananda Prabhu, bengalís del segle xv fundadors del moviment religiòs Gaudiya Vaishnava bhakti. Segons en Ramakrishna, va tenir una visió intensa de dos joves que es van fusionar amb al seu cos. Anteriorment, després de la seva visió de Kali, es diu que va conrear el Santa bhava, una actitud infantil, cap a la deessa Kali.

#### Totapuri i el Vedanta

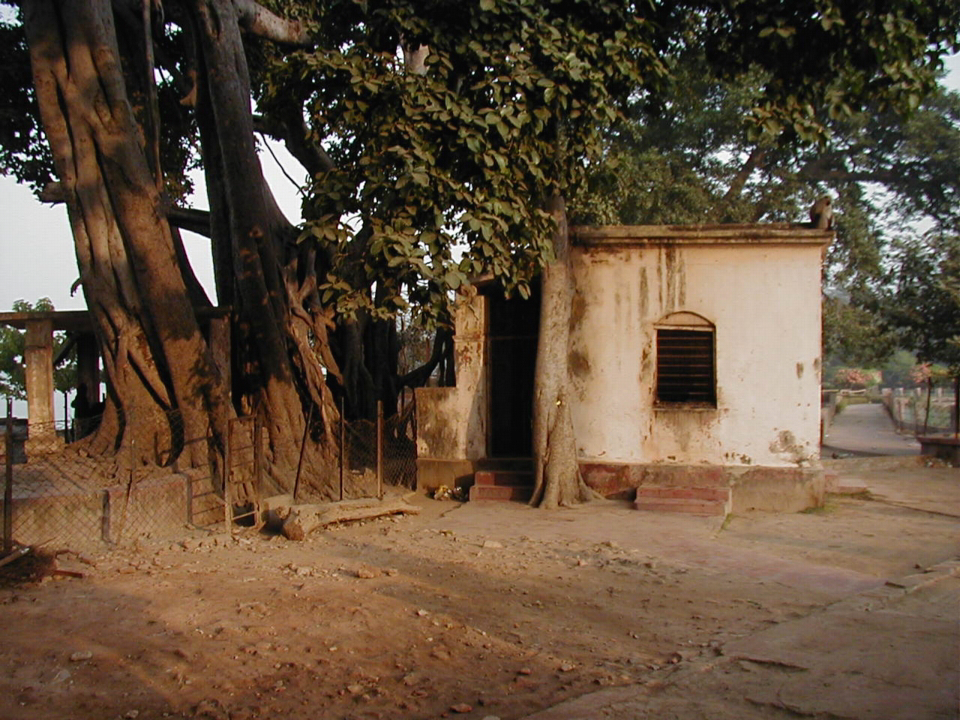
El Panchavati i la barraca on Ramakrishna va realitzar la seva sadhana advaita. La barraca de fang ha estat substituïda per una de maó.

El 1865, Ramakrishna va ser iniciat pel sannyasa Totapuri, un monjo itinerant que el va formar sobre l'Advaita Vedanta, la filosofia hindú que posa l'accent en el no dualisme. Totapuri primer va guiar-lo a través dels ritus de sannyasa, renúncia de tots els vincles amb el món. Llavors el va instruir en l'ensenyament de l'Advaita: "Només Brahman és real, i el món és il·lusori, no tinc una existència separada, sóc només Brahmán". Sota l'orientació de Totapuri, Ramakrishna va experimentar el nirvikalpa samadhi que es considera la més alta realització espiritual. Comentà que al finalitzar aquest període de nirvikalpa samadhi va ser quan va rebre l'ordre de la Mare Kali per "romandre en Bhavamukha, per la il·luminació del poble". Essent Bhavamukha un estat d'existència intermedi entre el samadhi i la consciència normal.

#### Islam i cristianisme
El 1866 en Govinda Roy, un guru hindú que practicava el sufisme, va iniciar en Ramakrishna en l'islam. Ramakrishna va dir que "devotament repetia el nom d'Al·là, portava una tela com els musulmans àrabs, deia la seva pregària cinc vegades al dia, i fins i tot es va sentir indiferent quan veia imatges dels déus i deesses hindús, i molt menys adorar-los perquè el pensament hindú havia desaparegut completament de la meva ment. Segons Ramakrishna, després de tres dies de pràctica, va tenir una visió d'un "personatge radiant amb rostre sever i barba blanca semblant al Profeta que es fusionava amb el seu cos ".
A finals del 1873 va començar la pràctica del cristianisme, quan el seu devot Shambu Charan Mallik li llegia la Bíblia. Ramakrishna va dir que durant diversos dies estava ple de pensaments cristians i ja no pensava amb visitar el temple de Kali. Va descriure una visió on un quadre de la Mare de Déu i el Nen Jesús que es va tornar viu i va tenir una visió en què Jesús es fusionava amb el seu cos. A la seva habitació, entre altres imatges divines, hi havia un Crist, i cremava encens al matí i al vespre. També hi havia una imatge que mostrava a Jesucrist salvant a Sant Pere d'ofegar-se a l'aigua.

### Popularització

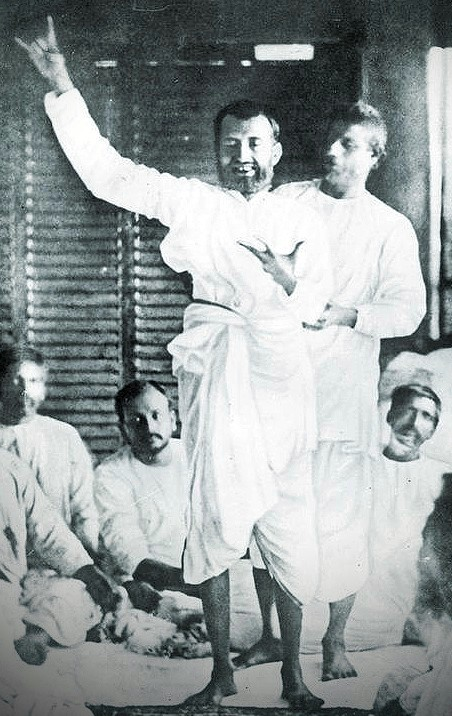
Ramakrishna en bhava samadhi a la casa d'en Keshab Chandra Sen. Se’l veu recolzat pel seu nebot el Vell i envoltat de devots.

#### Keshab Chandra Sen i laNew Dispensation
El 1875 Ramakrishna es va reunir amb en  Keshab Chandra Sen, l'influent líder del Brahmo Samaj. Qui havia acceptat el cristianisme i s'havia separat de l'Adi Brahmo Samaj. Antigament, Keshab havia rebutjat la idolatria, però sota la influència de Ramakrishna va acceptar el politeisme hindú i va fundar el moviment religiós Nava Vidhan "(en anglès New Dispensation), basat en els principis de Ramakrishna: "Adoració a Déu com a Mare", "Totes les religions com a veritat" i "Assimilació del politeisme hindú al brahmoisme". Keshab també va publicar els ensenyaments de Ramakrishna en les revistes de New Dispensation durant anys. Fet que va ser fonamental perquè en Ramakrishna arribés a un públic més ampli, especialment els Bhadralok (classe social bengalí educada en anglès) i els europeus residents a l'Índia.
Després d'en Keshab, altres Brahmos com ara en Vijaykrishna Goswami van començar a admirar Ramakrishna reorientant el seu punt de vista sòcio-religiós i propagant els seus ideals. Moltes persones rellevants de Calcuta, entre elles en Pratap Chandra Mazumdar, Shivanath Shastri i Trailokyanath Sanyal, van començar a visitar-lo en aquesta època (1871-1885). En Mazumdar va escriure la primera biografia anglesa de Ramakrishna, titulada The Hindu Saint en Theistic Quarterly Review (1879), que va tenir un paper vital en la introducció de Ramakrishna als occidentals com ara l'hindòleg alemany Max Müller. Els diaris van informar que Ramakrishna estava difonent "Amor" i "Devoció" entre les classes educades de Calcuta i que havia aconseguit reformar el caràcter d'alguns joves que havien estat corruptes.
En Ramakrishna també es va relacionar amb en Debendranath Tagore, el pare de Rabindranath Tagore. Amb l'Ishwar Chandra Vidyasagar, un conegut treballador social. I també va conèixer el Swami Dayananda. Ramakrishna és considerat un dels principals contribuents al Renaixement bengalí.

#### Vivekananda
Entre els europeus influenciats per en Ramakrishna, hi havi el director del Dr. William Hastie, de l'Scottish Church College de Calcuta. Durant el curs, per explicar la paraula èxtasis del poema The Excursion d'en William Wordsworth, en Hastie va comentar als seus estudiants que si volien conèixer el seu "significat real", havien d'anar a visitar en "Ramakrishna de Dakshineswar." Això va motivar a alguns dels seus estudiants, incloent Narendranath Dutta (més tard Swami Vivekananda), per anar a visitar en Ramakrishna.

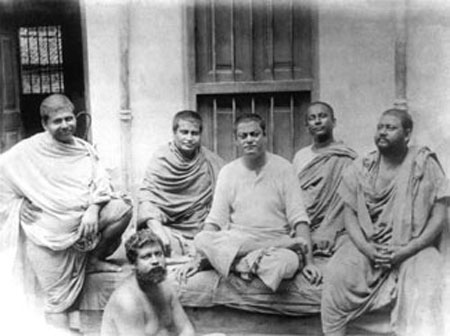
Alguns deixebles monàstics (d'esquerra a dreta): Trigunatitananda, Shivananda, Vivekananda, Turiyananda, Brahmananda. A sota: Sadananda.

Malgrat les reticències inicials en Vivekananda es va convertir en el seguidor més influent de Ramakrishna. Popularitzant una interpretació moderna de les tradicions índies harmonitzant el Tantra, el Ioga i l'Advaita Vedanta. Vivekanda va fundar l'ordre Ramakrishna que va estendre la seva missió arreu del món. Alguns dels deixebles monàstics que van renunciar a la seva família i es van convertir en els primers monjos de l'ordre de Ramakrishna, van ser en Rakhal Chandra Ghosh (Swami Brahmananda), en Kaliprasad Chandra (Swami Abhedananda), en Taraknath Ghoshal (Swami Shivananda), en Sashibhushan Chakravarty (Swami Ramakrishnananda), en Saratchandra Chakravarty (Swami Saradananda), en Tulasi Charan Dutta (Swami Nirmalananda), en Gangadhar Ghatak (Swami Akhandananda) i en Hari Prasana (Swami Vijnanananda).

#### Altres devots i deixebles
A mesura que el seu renom es va estendre, una multitud de persones de totes les classes socials i de castes van visitar-lo. La major part dels principals deixebles d'en Ramakrishna van arribar entre els anys 1879 i 1885. A part dels primers membres que es van unir a l'Ordre Ramakrishna, els seus principals deixebles van ser:
- Grihasthas: Mahendranath Gupta, Girish Chandra Ghosh, Mahendra Lal Sarkar, Akshay Kumar Sen, entre d'altres.
- Un petit grup de dones, incloent la Gauri Ma i na Yogin Ma. Algunes d'elles van ser iniciades en el sanyasa a través del mantra deeksha. Entre les dones, Ramakrishna, va fomentar el servei cap a d'altres dones en comptes de pràctiques d'austeritat.[37] Gauri Ma va fundar l'Ashrama de Saradesvari a Barrackpur, dedicat a l'educació de les dones.[23]

Per a la preparació per a la vida monàstica, Ramakrishna va ordenar als seus deixebles monàstics que demanessin els seus aliments de porta a porta sense distinció de casta. Els va donar la túnica de color taronja, el signe dels  sanyasi (renunciants), i els va iniciar amb el Mantra Deeksha.

### Últims dies

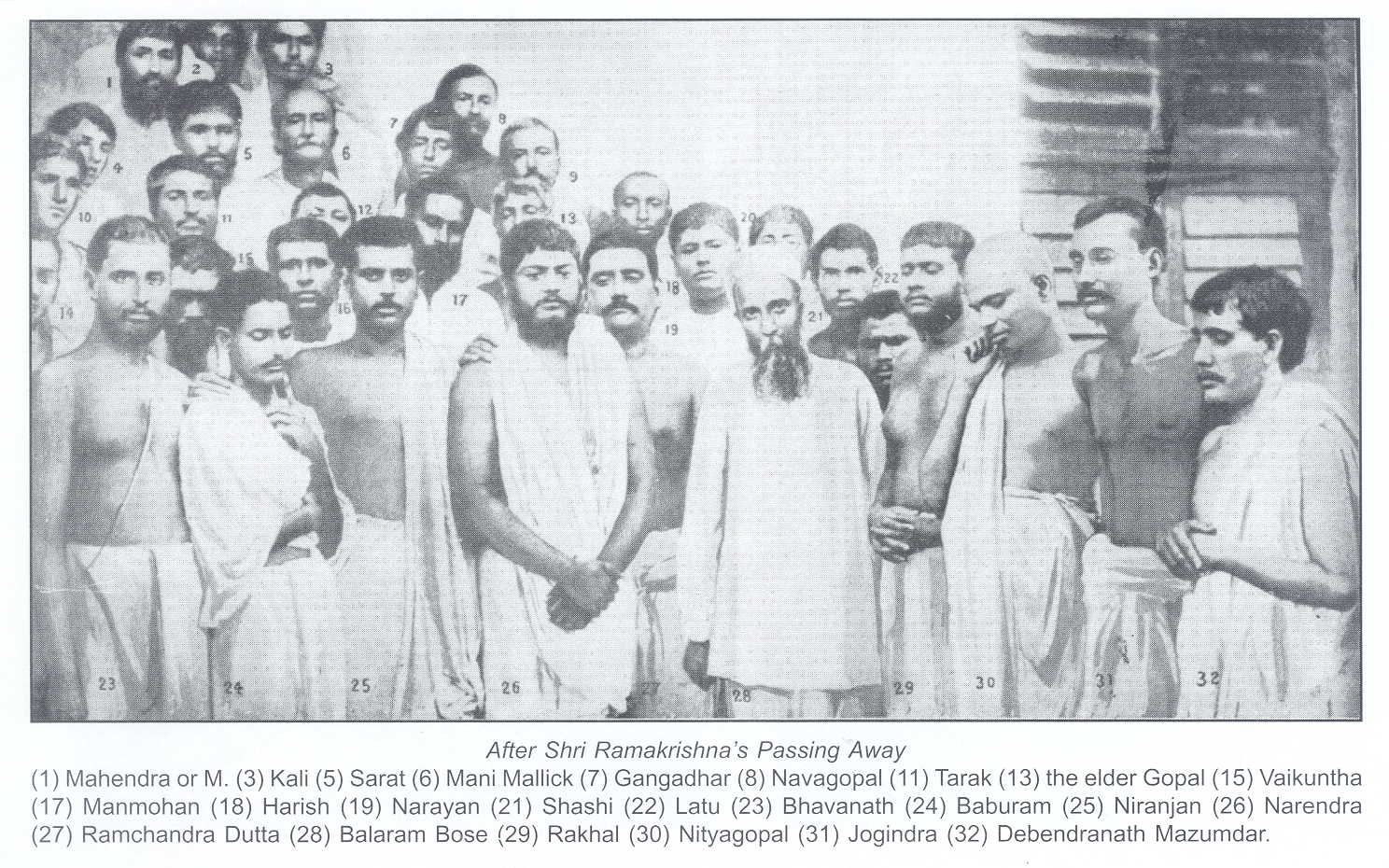
Deixebles i devots al fumeral d'en Ramakrishna

A principis del 1885 en Ramakrishna va patir una malaltia de gola que es convertí en càncer de gola. Va ser traslladat a Shyampukur a prop de Calcuta, on el van visitar alguns dels millors metges de l'època, inclòs el Dr. Mahendralal Sarkar. Quan la seva salut es va agreujar, es traslladà a un gran jardí a Cossipore l'11 de desembre de 1885.
Durant els seus últims dies, va ser cuidat pels seus deixebles monastics i sobretot per la seva dona, Sarada Devi. Els metges li van prescriure mantenir el silenci estrictament, però ignorant els seus consells, va conversar incessantment amb els visitants. Segons la tradició, abans de la seva mort, Ramakrishna va transferir els seus poders espirituals a Vivekananda. Ramakrishna va demanar a Vivekananda que vetlles pel benestar dels deixebles, dient: "mantingues els meus fills junts" i li va demanar que "els ensenyés". Ramakrishna també va demanar als altres deixebles monàstics que veiessin en Vivekananda com el seu líder. La condició de Ramakrishna va empitjorar gradualment, i va morir a les primeres hores del matí del 16 d'agost de 1886 a la casa del jardí Cossipore. Segons els seus deixebles, això era mahasamadhi. Després de la mort del seu líder, els deixebles monàstics liderats per Vivekananda van formar una comunitat en una casa semi-arruïnada a Baranagar prop del riu Ganges. Aquesta es va convertir en la primera Math o monestir de l'Ordre de Ramakrishna.

## Pensament d'en Ramakrishna

### Sri Sri Ramakrishna Kathamrita
La principal font sobre el pensament d'en Ramakrishna és el llibre Sri Sri Ramakrishna Kathamrita de l'autor Mahendranath Gupta, llibre que és considerat un clàssic bengalí. El text va ser publicat en cinc volums entre els anys 1902 i 1932. Elaborat a partir de les notes del diari personal d'en Gupta, cadascun dels cinc volums pretén documentar la vida de Ramakrishna des del 1882 al 1886.
La traducció més popular de la Kathamrita és L'evangeli de Sri Ramakrishna d'en Swami Nikhilananda. La traducció de Nikhilananda va reorganitzar les escenes dels cinc volums de la Kathamrita seqüèncialment. Malcolm Mclean i Jeffrey Kripal argumenten que la traducció no és fiable. El filòsof Lex Hixon escriu que l'Evangeli és "espiritualment autèntic" i una "poderosa representació de la Kathamrita".

### Estil d'ensenyament
Els ensenyaments de Ramakrishna els va predicar en bengalí rústic, utilitzant històries i paràboles. Van tenir un fort impacte entre els intel·lectuals de Calcuta, malgrat que els temes estaven allunyats dels problemes del modernisme o la independència nacional.
Els biògrafs primaris de Ramakrishna el descriuen com un bon orador. Podia recordar durant hores la seva pròpia vida espiritual, explicar contes, doctrines vedàntiques amb il·lustracions extremadament mundanes, plantejar preguntes i respondre’s a si mateix, fer bromes, cantar cançons i imitar d'altres persones, tot  mantenint entusiasmats els visitants.
Ramakrishna utilitzava el bengalí col·loquial rústic en les seves converses. Segons informes contemporanis, l'estil lingüístic de Ramakrishna era únic, fins i tot per als parlants bengalís. Emprava paraules i modismes locals del bengalí, intercalats amb termes filosòfics en sànscrit i referències als Vedas, Puranas i Tantras. Per aquest motiu, segons el filòsof Lex Hixon, els seus discursos no es poden traduir literalment a l'anglès o en cap altre idioma. L'acadèmic Amiya P. Sen va argumentar que certs termes que Ramakrishna potser volia utilitzar només amb un sentit metafísic són utilitzats erròniament amb nous significats contemporanis.
Ramakrishna va ser hàbil amb les paraules i va tenir un estil extraordinari de predicació i d'instrucció, que potser va contribuir a transmetre les seves idees fins i tot als visitants del temple més escèptics. Els seus discursos revelaven alegria i diversió. El filòsof Arindam Chakrabarti va oposar la loquacitat d'en Ramakrishna amb la llegendària reticència de Buda i va comparar el seu estil d'ensenyament amb el d'en Sòcrates.

### Realització en Déu
En Ramakrishna va emfatitzar la realització en Déu com l'objectiu suprem de tots els éssers vius. Va ensenyar que el Kamini-kanchana és un obstacle per a la realització de Déu. Es tradueix literalment Kamini-kanchan com a "dona i or", expressió que s'ha interpretat de formes diferents. Partha Chatterjee va escriure que el prototip de dona representa conceptes o significats que "tenen molt poc a veure amb les dones de l'actualitat" i "la figura de la dona i or" significava l'enemic intern, la part d'un mateix que és susceptible de deixar-se portar per les temptacions d'un èxit mundà poc fiable ". Carl T. Jackson ho interpreta com la idea del sexe i dels diners com a deliris que impedeixen que la gent s'adoni de Déu. Jeffrey Kripal tradueix la frase com a "amant i or" i l'associa amb la suposada aversió de Ramakrishna per a les dones com a amants. Swami Tyagananda, considerava que això era una errònia interpretació lingüística". Ramakrishna també va advertir als seus deixebles contra el purusa-kanchana ("home i or") i en Tyagananda escriu que Ramakrishna va usar-ho com a "paraules de precaució" per instruir als seus deixebles per tal de conquerir la "luxúria dins de la ment".
En Ramakrishna va practicar diverses religions, inclòs l'islam i el cristianisme, i va ensenyar que malgrat les diferències, totes les religions són vàlides i veritables i condueixen al mateix objectiu final, Déu.

### Metafísica
Sri Ramakrishna va dir a un devot :
M'ha estat revelat que existeix un oceà de consciència sense límits. D'allà venen totes les coses del pla relatiu, i en ell es tornen a fusionar. Aquestes ones sorgeixen del Gran Oceà i es fonen de nou en el Gran Oceà. He percebut clarament totes aquestes coses.
Ramakrishna considerava que el Ser Suprem era personal i impersonal, actiu i inactiu:
Quan penso que el Ser Suprem és inactiu, no creant ni conservant ni destruint, crido a en Brahman o al Purusha, el Déu impersonal. Quan penso en ell com a actiu, la creació, la preservació i la destrucció, l'anomeno Xacti o Maya o Prakriti, el Déu personal. Però la distinció entre ells no significa una diferència. El personal i l'impersonal són la mateixa cosa, com la llet i la blancor, el diamant i la seva brillantor, la serp i el seu moviment. És impossible concebre un sense l'altre. La Mare Divina i Brahman són un.
Ramakrishna considerava que Maya era de dues naturaleses, avidya maya i vidya maya. Va explicar que avidya maya representa les forces fosques de la creació (com ara el desig sensual, les accions egoistes, les passions malignes, la cobdícia, la luxúria o la crueltat), que mantenen a la gent en els plans més baixos de la consciència. Aquestes forces són responsables de la reclusió humana en el cicle de naixement i mort, i han de ser combatuts i vençuts. Vidya Maya representa les forces superiors de la creació (com ara les virtuts espirituals, l'acció desinteressada, les qualitats reveladores, la bondat, la puresa, l'amor i la devoció) que eleven els éssers humans als plans superiors de la consciència.

### Societat
En Ramakrishna va ensenyar que Jatra Tativ Shatrav (on hi ha un ésser viu, hi ha Shiva). I el seu ensenyament, Jive daya noy, Shiv gyane jiv seba (no és amabilitat amb els éssers vius, sinó servir als essers vius com si fossin Shiva) es considera la inspiració per al treball filantròpic dut a terme pel seu deixeble principal Vivekananda.
Ramakrishna va opinar sobre el Chakri en el marc de la societat de Calcuta a la segona meitat del segle xix. Chakri es pot descriure com un tipus de servitud de baix cost organitzat per a homes educats, principalment càrrecs clericals relacionats amb el govern o el comerç. Veia aquest sistema com una forma corrupta d'organització social europea que obligava als homes educats a ser servils no només als seus caps a l'oficina, sinó també a les seves dones a casa. Però el que Ramakrishna considerava més perjudicial del Chakri era que forçava als treballadors a una estructura horària rígida i impersonal basada amb el rellotge. Opinava que aquesta imposició estricta a cada segon del rellotge era un obstacle per a l'espiritualitat. Tot i això, Ramakrishna va demostrar que el Bhakti es podria practicar com un refugi interior per experimentar consol davant la disciplina d'estil occidental i la discriminació en el lloc de treball.
El seu moviment espiritual va ajudar indirectament al nacionalisme, ja que va rebutjar les distincions de casta i els prejudicis religiosos.

## Llegat

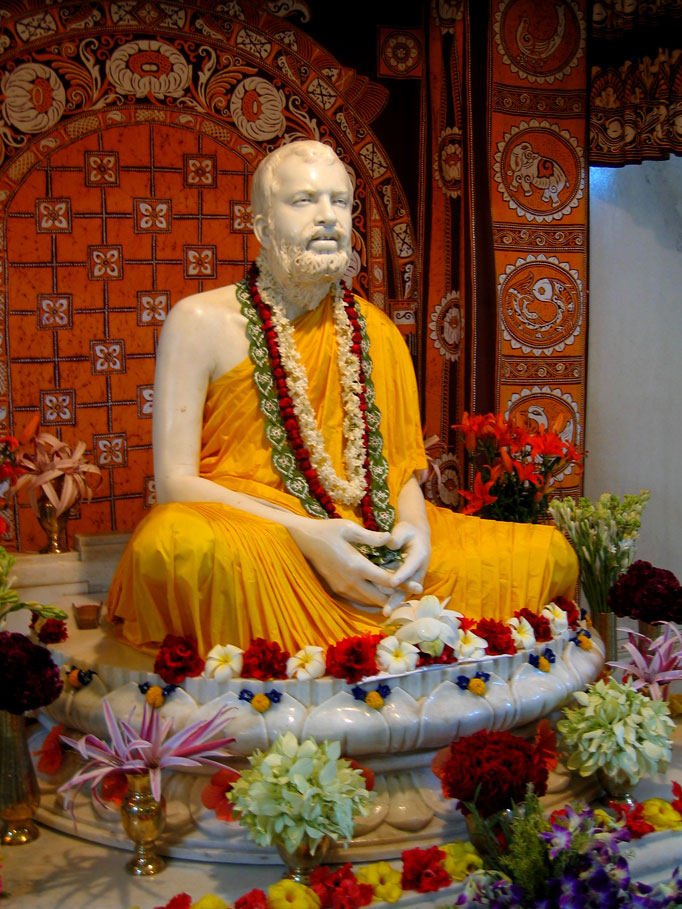
L'estàtua de marbre de Ramakrishna a Belur Math, seu de la Missió Ramakrishna

En Ramakrishna és considerada una figura important del Renaixement bengalí del segle xix al XX. S'han creay diverses organitzacions en el seu nom. La principal és la Ramakrishna Math and Mission fundada l'any 1897 pel Swami Vivekananda i per la Sarada Devi. La missió porta a terme un ampli ventall de tasques entre elles l'atenció sanitària, ajut en els desastres naturals, la gestió rural, el benestar de les comunitats, l'educació primària i superior. És considerada un dels moviments de revitalització de l'Índia. Amiya Sen escriu que l'evangeli del servei social de Vivekananda prové de la inspiració directa de Ramakrishna i recau substancialment en la qualitat liminal del missatge del mestre.
D'altres organitzacions inspirades en ell són la Societat Ramakrishna Vedanta fundada pel Swami Abhedananda el 1923, la Math Ramakrishna Sarada fundada el 1929 per un grup escindit, la Missió Ramakrishna Vivekananda formada per Swami Nityananda el 1976, i la Sri Sarada Math and Ramakrishna Sarada Mission fundada el 1959. Aquesta última està agermanada amb la  Ramakrishna Math and Mission.
Rabindranath Tagore va escriure el poema To the Ramakrishna Paramahamsa Ramakrishna Deva en honor de Ramakrishna:
Diversos cursos de culte a partir de diversos manantials s'han barrejat en la vostra meditació.
Les manifestacions de l'alegria de l'infinit ha donat forma a un santuari d'unitat en la vostra vida
On, des de lluny i de prop, arriben salutacions a les quals m'he unit.

Durant el Parlament de les Religions de 1937, que es va celebrar a la Missió Ramakrishna de Calcuta, Tagore va reconèixer en Ramakrishna com un gran sant perquè:
... la grandiositat del seu esperit podria comprendre formes aparentment antagòniques de sadhana, i perquè la simplicitat de la seva ànima avergonyia la pompa i la pedanteria de pontífexs i experts.
Max Müller, Mahatma Gandhi, Jawaharlal Nehru, Sri Aurobindo i Leo Tolstoy han reconegut la contribució de Ramakrishna a la humanitat. La influència de Ramakrishna es veu també en els treballs d'artistes com en Franz Dvorak (1862-1927) i en Philip Glass.